# Westland Lysander
De Westland Lysander (vernoemd naar de Spartaanse admiraal Lysander) was een Brits verbindings- en verkenningsvliegtuig gebouwd door Westland Aircraft. Deze hoogdekker vloog voor het eerst in het jaar 1936 en kwam in 1938 in dienst bij de RAF. In totaal zijn rond de 1368 exemplaren gebouwd. De taken van het toestel waren artillerievuurleiding en verkenning.

## Operationele geschiedenis

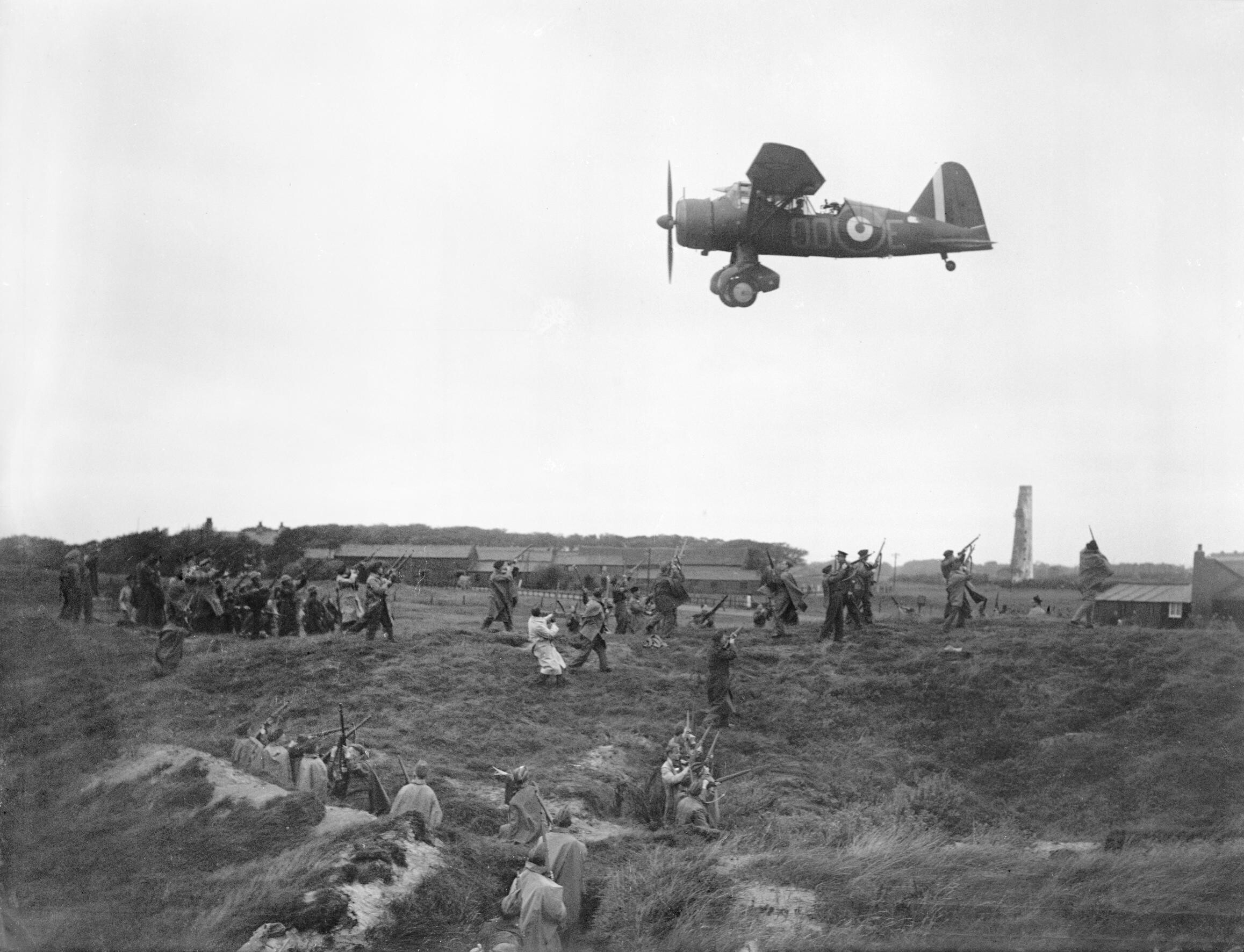

In 1939 schoot een Westland Lysander een Luftwaffe Heinkel He 111 neer en tijdens operatie Dynamo werden de Lysanders gebruikt om troepen te bevoorraden. De toestellen zijn ook in Griekenland en Noord-Afrika ingezet.
Het toestel bleek te kwetsbaar te zijn voor zijn toebedachte rol en kreeg andere taken zoals het vervoeren van personen naar en uit het door Duitsland bezette West-Europa. De Lysanders werden aan het eind van hun loopbaan gebruikt voor het slepen van schietschijven en zweefvliegtuigen.

### Vergelijkbare vliegtuigen
- Fieseler Fi 156 Storch
- LWS-3 Mewa
- Messerschmitt Bf 163
- Piper L-4 Cub